# Isneauville
Isneauville é uma comuna francesa na região administrativa da Normandia, no departamento de Sena Marítimo. Estende-se por uma área de 8,19 km². Em 2010 a comuna tinha 3 383 habitantes (densidade: 413,1 hab./km²).